# Ron Foster
Ron Foster (Wichita (Kansas), 19 februari 1930 - Placerville (Californië), 26 februari 2015) was een Amerikaans acteur.

## Biografie
Foster begon in 1956 met acteren in de televisieserie Matinee Theatre. Hierna heeft hij nog meerdere rollen gespeeld in televisieseries en films zoals Wagon Train (1957), Highway Patrol (1957-1959), Rawhide (1959-1964), Bonanza (1964-1971), The Muppets Take Manhattan (1984) en The Money Pit (1986). In 1999 heeft hij voor het laatst geacteerd en heeft daarna nog een aantal stemmen ingesproken voor videogames. Wat hij hierna gedaan heeft is niet bekend. 

## Filmografie

### Films
- 1986 Legal Eagles – als verslaggever
- 1986 The Return of Mickey Spillane's Mike Hammer – als forensische onderzoeker
- 1986 The Money Pit – als muziekproducer
- 1984 Ninja III: The Domination – als Jiminez
- 1984 The Muppets Take Manhattan – als man in kantoor van Winesop
- 1981 Private Lessons – als mr. Fillmore
- 1980 Attica – als Leon Clay
- 1977 Relentless – als sergeant Ed Kleber
- 1963 House of the Damned – als Scott Campbell
- 1961 Secret of Deep Harbor – als Skip Hanlon
- 1961 Operation Bottleneck – als luitenant Rulan H. Voss
- 1960 The Walking Target – als Nick Harbin
- 1960 Cage of Evil – als rechercheur Scott Harper
- 1960 The Music Box Kid – als Larry Shaw
- 1960 Three Came to Kill – als Herbie
- 1960 Ma Barker's Killer Brood – als dokter
- 1959 The Diary of a High School Bride – als Steve
- 1958 Desert Hell – als Bergstrom
- 1958 Thundering Jets – als sergeant van de controle toren
- 1958 Cattle Empire – als Stitch
- 1957 Rockabilly Baby – als Carnival Barker
- 1957 Young and Dangerous – als vriend van Rock
- 1957 Under Fire – als luitenant
- 1957 The Storm Rider – als Burns
- 1956 The Proud and Profane – als Bolton

### Televisieseries
Uitgezonderd eenmalige gastrollen.
- 1959 – 1960 Sea Hunt – as dr. Tom Stevenson – 2 afl.
- 1959 – 1960 Men Into Space – als luitenant Neil Templeton – 5 afl.
- 1957 – 1959 Highway Patrol – als politieagent – 24 afl.
- 1958 Flight – als ?? – 3 afl.

### Computerspellen
- 2008 Grand Theft Auto IV - als stem
- 2004 Grand Theft Auto: San Andreas – als voetganger
- 2003 Max Payne 2: The Fall of Max Payne – als politieman / beveiligingsagent
- 1999 The Longest Journey – als Tobias Grensret / oude draak (Engelse versie)

- International Standard Name Identifier: 0000 0000 2469 9849
- Library of Congress Control Number: n78061208
- SNAC: w6b14wph
- Virtual International Authority File: 33259457
- WorldCat: E39PBJfh4gR9fVxMK3pMYMgxjC